# Carl Otto von Löwenstern
Carl Otto von Löwenstern (* 24. Juni 1755 in Antsla in Livland; † 11. März 1833 in Dresden), livländischer Rittergutsbesitzer und Landrat sowie Förderer des Malers Carl Christian Vogel von Vogelstein.

## Leben
Carl Otto von Löwenstern entstammte dem livländischen Zweig des deutschbaltischen Adelsgeschlechts von Löwenstern. Gemeinsam mit seinem älteren Vetter, dem späteren Sachsen-Weimarschen Rat Paul Ludwig Johann von Löwenstern (1752–1824), begann er 1771 das Studium der Rechtswissenschaften an der Georg-August-Universität Göttingen. Er wurde am 25. September 1772 Mitglied des in Göttingen sozial an der Spitze der studentischen Gesellschaft stehenden Studentenordens „ZN“. Im Sommer 1773 schlossen sich beide Vettern Löwenstern der (zweiten) Harzreise der Brüder Christian und  Friedrich Leopold Graf zu Stolberg-Stolberg, beide Mitglieder des Göttinger Hainbunds, unternommen gemeinsam mit deren Freunden C. F. L. B. Graf von Dönhoff  und Christian von Haugwitz, dem späteren preußischen Staatskanzler, an.
Nach dem Abschluss des Studiums kehrte Carl Otto von Löwenstern zunächst nach Livland zurück. Er war dort von 1802 bis 1806 Landrat. Danach lebte er in Dresden. Hier machte er sich in der Kunstgeschichte als Förderer des Malers Carl Christian Vogel von Vogelstein einen Namen. Er beschäftigte ihn zunächst als Zeichenlehrer für seine Töchter, lud ihn dann aber ins Baltikum ein. Vogel folgte dieser Einladung 1807 und wurde nach einer Zeit in Dorpat 1808 am Russischen Hof in Sankt Petersburg ein gefragter Porträtist des Adels, was ihm bis 1812 die notwendigen Mittel für seine weitere Entwicklung als Maler verschaffte und die Zeit in Italien erst ermöglichte.

## Familie
Löwenstern war verheiratet mit Anna Maria von Bayer. Die gemeinsame Tochter Sophie (1788–1855) heiratete den Naturforscher Franz Gabriel von Bray.